# Chimarra xenillion
Chimarra xenillion là một loài Trichoptera trong họ Philopotamidae. Chúng phân bố ở miền Australasia.